# Andrea Rock
Andrea Rock, pseudonimo di Andrea Toselli (Milano, 21 giugno 1982), è un conduttore radiofonico, personaggio televisivo, musicista e disc jockey italiano.

## Biografia
Andrea Toselli è nato a Milano nel 1982. Fa il suo esordio come musicista, intraprendendo in seguito la carriera televisiva e successivamente quella radiofonica come dj in diversi club italiani.

### Radio e televisione
All'età di venti anni inizia la collaborazione con l'emittente televisiva Rock Tv, come vj conducendo  Morning Glory, On The Road e Rocknews. Dopo qualche anno diventa assistente di produzione e segue i diversi programmi dell'emittente dal punto di vista autorale tra i quali Doctor Ringo.
Nel 2007 Andrea insieme a Dj Ringo inizia la sua carriera radiofonica a Radio 105 dove Andrea si è occupato della parte redazionale del programma Revolver. Contemporaneamente nasce Virgin Radio Italia  e Andrea diventa una delle voci ufficiali.
Nel 2008 si sposta definitivamente su Virgin Radio, come autore e speaker dei programmi Virgin Rock Live, Virgin Investigation Bureau e Virgin On Tour. Si occupa inoltre della programmazione delle web radio Virgin Rock Alternativo e Virgin Hard Rock oltre a realizzare numerose interviste.
Il 30 novembre 2009 va in onda la prima puntata del programma Virgin Generation condotto da Andrea Rock e Giulia Salvi. Nel novembre 2010 nasce Virgin Radio Television, dove Andrea e Giulia conducono la versione televisiva del loro programma radiofonico.
Nell'ottobre 2018 è diventato commentatore per la stagione 2018 della National Football League per il servizio streaming DAZN.

### Musicista
All'età di quindici anni inizia la sua carriera come musicista formando diverse band tra cui Fight For Revenge, Unbroken Faith, Rosko's, The Snakes, Andead  e due tribute Band: Ball and Chain (Social Distortion) e i The Wolves (Rancid). Dal 2004 al 2008, è bassista della hardcore/grindcore band Kissoon.
Dal 2006 Andrea Rock collabora col progetto Rezophonic di Mario Riso, insieme a grandi artisti della scena rock italiana tra cui Negramaro, Negrita, Le Vibrazioni e Lacuna Coil. Nel 2011 esce il disco "Rezophonic 2", nel quale Andrea canta il brano "Ci vuole un fiore", insieme a Enrico Ruggeri, Bastard Sons of Dioniso, Punkreas e The Fire.
Nel dicembre 2010 dà vita al progetto no profit, Punk Goes Acoustic, un insieme di diversi musicisti della scena rock milanese che propongono in chiave acustica i classici del genere punk. Tra gli artisti coinvolti: Jack Jaselli, Finley, The Wet Dogs, Le Club Noir, Ketty Passa, Edo Rossi, My Own Rush, This Grace, Rosko's e Bid Zogo. Dal 30 agosto 2012, il progetto PGA collabora con l'associazione "L'Isola che non c'è" per raccogliere fondi da destinare a ragazzi disabili. La compilation "PGA - Italian Punks Go Acoustic...For Good" esce il 18 dicembre 2012 per Rude Records; i proventi raccolti vengono destinati all'"Isola" per il progetto musica.
Nel 2011 contribuisce col brano "Scivola" al disco "RIO - il cd", concept album ispirato ai personaggi del film.
Da dicembre 2011 a febbraio 2012 è in tour in Italia con il batterista dei Ramones, Marky Ramone in veste di cantante. Nel 2013, viene contattato nuovamente da Marky Ramone per sostituire Andrew WK nella data dei Marky Ramones Blitzkrieg del 17 maggio a Cisano Bergamasco (BG). Insieme a Stefano Russo e Gianluca Veronal degli Andead, accompagna dal vivo Marky Ramone durante l'evento "Rivoluzioni Punk: dai Ramones ai Green Day", organizzato dall'ente del turismo della regione Friuli-Venezia Giulia, il 24 maggio 2013.

### Attivismo
Nel luglio 2006 entra a far parte del progetto Rezophonic i cui ricavati dai dischi e dalle performance live sono devoluti all'African Medical and Research Foundation (AMREF) per un progetto idrico nella regione dai Kajiado tra Kenya e Tanzania.
Nel 2010 da vita al collettivo “PGA – Italian Punks Go Acoustic” che dal 2012 ad oggi collabora con la ONLUS “L’isola che non c’è” a sostegno dei progetti musicali volti all’integrazione di ragazzi diversamente abili con persone normodotate. A sostegno della causa dell’Isola vengono realizzate tre compilation e innumerevoli eventi dal vivo. L’ultimo capitolo del progetto porta il nome “Punkability”, documentario che testimonia le fasi di registrazione di una cover dei Ramones (Ramones) da parte dei ragazzi della struttura.
Andrea collabora con Amnesty International Italia per l’evento denominato “Amnesty In Rock”, per il quale presenta e si esibisce live in diverse edizioni. Nel 2017 diventa attivista per Amnesty International presso il Gruppo 100 di Milano, organizzando diversi eventi e occupandosi delle iniziative social. Nel 2018 scrive il brano “#DEFEND” insieme agli Andead, per sensibilizzare in merito alla mission degli attivisti per i diritti umani nel mondo; tutti i proventi del brano vengono destinati ad Amnesty International Italia. “#DEFEND” è il secondo brano scritto da Andrea e dagli Andead a ricevere il patrocinio di Amnesty International, dopo “I see these bombs” del 2017. Nel 2020, sempre con gli Andead, pubblica il brano "The Government Of Fear", una riflessione sull' "hate speech" affrontata da AI in occasione delle parole d'odio in rete a volte incitate da politici o personaggi influenti.
Dal 2016 collabora agli eventi denominati "Freestyle Hospital", format ideato dal pilota di fmx Vanni Oddera per i degenti dei reparti di oncologia e ematologia pediatrica nelle strutture ospedaliere italiane.

### Altre attività
È la voce ufficiale delle  tattoo convention italiane di Torino, Trieste, Cesenatico, Bologna, Perugia e Senigallia. Ha scritto saltuariamente sulla rivista Tattoo Life, dove si occupava delle recensioni dei dischi in uscita.
Dal mese di luglio 2012 a dicembre 2014 collabora con la webmegazine "Rock Now" per la quale si occupa della rubrica "All In The Name Of Rock" e realizza diverse interviste. Da febbraio 2014, scrive per la rivista "Kustom World" la rubrica "Rock Tattoo".
A settembre 2015 scrive la prefazione del libro di Paolo Fittipaldi “Vorrei un tatuaggio color carne”, edito da Mondadori.
Andrea partecipa come ospite del panel organizzato dal sito Orgoglio Nerd all’edizione 2018 di Cartoomics.
A giugno dello stesso anno scrive l’introduzione alla graphic novel “Settepassi” di Enrico Martini e Marta Quaglia, edita da Shockdom.
A novembre è chiamato in veste di giurato al Rock’nCosplay organizzato da Think Comics a Lucca Comics & Games (Lucca Comics & Games). All’interno delle sue trasmissioni ha ospitato Zerocalcare, Leo Ortolani, Roberto Recchioni, Davide Toffolo, Giacomo Bevilacqua e Sergio Gerasi
Nel mese di gennaio 2019 apre Attitude Studio, uno studio di registrazione a Milano all'interno del quale viene anche girato il web format "Rock Talks" che ospita artisti italiani ed internazionali per interviste e performance acustiche; in un anno "Rock Talks" realizza tre stagioni da 10 episodi ciascuna.
Il 27 novembre 2020 esce per Sabir Editore il volume "Do What You Want - la storia dei Bad Religion" per il quale scrive la prefazione.
A febbraio 2021 apre il suo canale Twitch all'interno del quale tratta di musica, sport, fumetti, tatuaggi e i diversi mondi connessi a queste realtà.

## Discografia

### Rosko's
- 2002 – Most Like the Struggle of Death EP (autoprodotto)
- 2008 – Angels with Single Wing

### Unbroken Faith
- Stand on My Own EP (autoprodotto)

### Andead
- 2009 – Hell's Kitchen
- 2011 – With Passionate Heart
- 2013 – Build Not Burn
- 2017 – IV The Underdogs
- 2020 – Old But Gold EP

### Solista

#### Album
- 2015 – Hibernophile
- 2016 – Inflences
- 2019 – This Is Home

#### Singoli
- 2010 – Legalize Love (con i Ball and Chain)
- 2011 – Scivola
- 2011 – Ci vuole un fiore
- 2015 – Be Still, My Heart
- 2015 – Bury Me irish
- 2015 – Another Black December
- 2016 – I saw mommy kissing Santa Claus (feat. Marky Ramone)
- 2017 – Sail With Me (con i Bock and the Sailors)
- 2019 – The Night Is Ours (feat. Nicholas Johnson)
- 2019 – Last Cup Of Sorrow
- 2020 – Farewell To Erin (feat. Lorena Vezzaro)